# Coryanthes bergoldii
Coryanthes bergoldii är en orkidéart som beskrevs av J.D.Kenn. och Dodson. Coryanthes bergoldii ingår i släktet Coryanthes, och familjen orkidéer. Inga underarter finns listade i Catalogue of Life.